# Керрі Снодгресс
Керрі Снодґресс (англ. Carrie Snodgress, 27 жовтня 1945 — 1 квітня 2004) — американська акторка.
Керолін Снодґресс здобула освіту в Університеті Північного Іллінойсу. Там вона зацікавилася драматичним мистецтвом і відтак пройшла навчання в театральній школі Чикаґо. Бувши її випускницею, вона вже стала володаркою престижної театральної премії Сари Сіддонс.
Після кількох ролей на телебаченні дебютувала на великому екрані в 1970 році у фільмі «Кролик, біжи». У тому ж році знялася у стрічці «Щоденник божевільної домогосподарки», роль в якій принесла їй дві премії «Золотий глобус» і номінацію на «Оскар». Перебуваючи на піку успіху акторка покинула кар'єру і присвятила себе своєму обранцеві музикантові Нілу Янґу, що став батьком її сина Зика.
Знову на великий екран Керрі повернулася в 1978 році у фільмі «Лють». У 1981 році відбувся її акторський дебют на Бродвеї. Надалі вона продовжувала досить багато зніматися як у кіно, так і на телебаченні. Вона з'явилася в картинах «Ім'я йому Смерть» (1985), «Місія акули» (1991), «Балада про маленьку Джо» (1993), «Блакитне небо» (1994).
У березні 2004 року акторка була госпіталізована в одну з клінік Лос-Анджелеса для пересадки печінки, але 1 квітня 2004 року несподівано померла від ниркової недостатності та проблем із серцем на 59-му році життя.